# Lehmisaari (ö i Norra Savolax, Varkaus)
Lehmisaari är en ö i Finland. Den ligger i sjön Haukivesi och i kommunen Varkaus i den ekonomiska regionen  Varkaus ekonomiska region  och landskapet Norra Savolax, i den sydöstra delen av landet, 290 km nordost om huvudstaden Helsingfors. Öns area är 1,2 hektar och dess största längd är 180 meter i sydväst-nordöstlig riktning.